# خوسيه مانويل فرانكو
خوسيه مانويل فرانكو (بالإسبانية: José Manuel Franco)‏ هو موظف مدني وسياسي إسباني، ولد في 8 أكتوبر 1957 في إسبانيا. حزبياً، نشط في حزب العمال الاشتراكي الإسباني.

## مناصب
- انتخب  (1984 – 1986).
- انتخب  (30 سبتمبر 2017 – ).
- في 2015 Madrilenian regional election [الإنجليزية]‏، انتخب عضو جمعية مدريد  [لغات أخرى]‏ خلال فترته النيابية  [لغات أخرى]‏ (9 يونيو 2015 – ).
- في 2011 Madrilenian regional election [الإنجليزية]‏، انتخب عضو جمعية مدريد  [لغات أخرى]‏ خلال فترته النيابية ‏ (7 يونيو 2011 – 31 مارس 2015).
- في 2007 Madrilenian regional election [الإنجليزية]‏، انتخب عضو جمعية مدريد  [لغات أخرى]‏ خلال  (12 يونيو 2007 – 29 مارس 2011).
- في October 2003 Madrilenian regional election [الإنجليزية]‏، انتخب عضو جمعية مدريد  [لغات أخرى]‏ خلال  (12 نوفمبر 2003 – 3 أبريل 2007).
- في May 2003 Madrilenian regional election [الإنجليزية]‏، انتخب عضو جمعية مدريد  [لغات أخرى]‏ خلال  (10 يونيو 2003 – 30 أغسطس 2003).
- في 1999 Madrilenian regional election [الإنجليزية]‏، انتخب عضو جمعية مدريد  [لغات أخرى]‏ خلال  (30 يونيو 1999 – 1 أبريل 2003).
- في 1995 Madrilenian regional election [الإنجليزية]‏، انتخب عضو جمعية مدريد  [لغات أخرى]‏ خلال  (22 يونيو 1995 – 20 أبريل 1999).